# Tacua speciosa
Tacua speciosa är en av de största och mest färggranna cikador och den enda arten i släktet Tacua och beskrevs för första gången av Johann Karl Wilhem Illiger år 1800. Artepitetet ”speciosa” kommer från latinets ”specios” som betyder ungefär ”vacker eller grann”. Även två underarter, T. speciosa decolorata och T. speciosa speciosa förekommer.

## Beskrivning
Tacua speciosa är en av de största nu levande cikadaarterna med ett vingspann mellan 15 och 18 cm och en kroppslängd på nästan 6 cm. Bara cikador i släktet Megapomponia och Pomponia kan mäta sig i storlek med T. speciosa.
Cikadan har en svart bakgrundsfärg och även dess vingar är svartfärgade och inte helt transparenta som hos andra cikador. Vingnerverna har en gulbrun kulör. Komplexögonen är svarta och cikadan har ett gult till gulgrönt band som löper längs med nacken samt ett mycket smalare på huvudet. På mellankroppen förekommer ett rött streck och på bakkroppen ett bredare i turkost. Benen är svarta.

## Ekologi och levnadssätt
Cikador lever i tempererade eller tropiska miljöer och brukar vara svåra att finna i tät vegetation. Precis som andra cikador är hanen hos T. speciosa utrustad med ljudverktyg för att åstadkomma höga ljud och locka till sig honor under parningsperioden när djuren svärmar.
Cikador som T. speciosa livnär sig genom att suga växtsafter ur rötter, som nymfer. De lever under marken tills de förvandlas till en imago, vuxen insekt. Som imago läggs fokus vid att para sig och cikador har en relativt kort livslängd som vuxna innan de dör.
Tacua speciosa verkar ha sina svärmningsperioder under februari till maj eftersom flest observationer av arten görs under de månaderna. Men man har även sett till cikador av denna art under oktober till december, även om antalet är mycket mindre.

## Utbredning
Tacua speciosa förekommer på öar i Sydostasien, arten har påträffats i stora delar av Borneo, nästan hela Malaysia och i nordvästra Sumatra samt närliggande öar.